# Distretto di Lagunas (Lambayeque)
Il distretto di Lagunas è uno dei venti distretti della provincia di Chiclayo, in Perù. Si trova nella regione di Lambayeque e si estende su una superficie di 429,27 chilometri quadrati.

Istituito il 2 febbraio 1857, ha per capitale la città di Mocupe; nel censimento 2005 contava 8.831 abitanti.